# Jonathan Hummelman
Jonathan Hummelman född Jonatan Sebastian Hummelman 5 oktober 1978 i Kågeröd Skåne, är en svensk musikproducent, sångtextförfattare och kompositör